# سامانثا فيندلاي
سامانثا فيندلاي (بالإنجليزية: Samantha Findlay)‏ هي لاعبة كرة لينة أمريكية، ولدت في 22 فبراير 1986 في لوكبورت في الولايات المتحدة.